# Asociación por la Cultura y Educación Digital
La Asociación por la Cultura y Educación Digital (ACUEDI) es una asociación civil sin fines de lucro dedicada al fomento de la lectura. 

## Historia
Desde su fundación el 17 de noviembre del 2011, se plantearon el proyecto de crear una plataforma de biblioteca digital que albergara miles de textos de acceso gratuito. La idea central era aprovechar las nuevas tecnologías en beneficio de todo público para permitirles el acceso a textos académicos y literarios. Esto era esencial debido a nuestra propia realidad peruana, donde las bibliotecas públicas se encontraban en crisis, con problemas de infraestructura, falta de renovación fondos documentales y poca asistencia de usuarios. Incluso muchas habían cerrado o se habían convertido en cascarones abandonados al polvo y al olvido.
	En ese sentido, todo el año 2012 desarrollaron un software que les permitiera albergar miles de textos, que fuera fácilmente accesible para los usuarios y que permitiera leerlos en línea o que los pudieran descargar en sus computadoras. 
	Para febrero del 2013 lanzaron oficialmente la Biblioteca Digital ACUEDI (www.acuedi.org) y empezaron a reunir los primeros textos de distintas temáticas que eran principalmente libros o artículos de revistas que se encontraban en Internet con licencias de libre distribución (creative commons) o cuyos permisos fueron conseguidos por ellos mismos. Además, desde marzo de ese año empezaron a digitalizar libros y revistas de difícil acceso, cuyas ediciones impresas hace mucho se habían agotado, gracias a los permisos y al apoyo dado por sus propios autores o editores.
	Este trabajo de digitalización se desarrolló hasta el año 2017 cuando terminaron de digitalizar toda la Colección Documental del Sesquicentenario de la Independencia del Perú. Hasta ese momento habían digitalizado 208 libros y revistas en total. Para ese entonces, su trabajo de recolección de textos para su biblioteca digital estaba evolucionando. Para el 2015 ya habían superado la cantidad de 8,000 textos en su biblioteca digital y habían recibido la visita de al menos 300,000 usuarios. 
	Con toda esta experiencia acumulada, donde no solo subían los textos a su plataforma sino que también los difundían mediante sus redes sociales (https://www.facebook.com/acuedibiblioteca), se dieron cuenta de que existía un enorme desbalance en cuanto a la cantidad y tipo de textos que se podría encontrar en Internet. La mayor parte de textos, casi el 90% eran textos académicos. Muy pocos libros de narrativa se compartían libremente y de forma legal. Por eso, a partir del 2015 empezaron a publicar su propia revista digital de cuentos de los géneros de fantasía, ciencia ficción y terror llamada Relatos Increíbles. Su publicación se da en formato PDF y su difusión es gratuita, aunque existe una versión EPUB a través de la plataforma de Amazon. Hasta mayo del 2022 han publicado 26 números en total (www.relatosincreibles.com), estando todavía vigente y con un alcance a nivel del mundo hispano. A partir de ese año decidieron crear contenido propio. Por eso mismo, empezaron a desarrollar con fuerza su propia línea editorial que hasta la fecha lleva publicados 56 textos impresos y/o digitales. 
	Paralelamente a todo esto, desde 2015 elaboraron el proyecto Biblio Perú con la doble finalidad de incentivar por un lado que los gobiernos locales desarrollaran sus propias bibliotecas digitales y por el otro que pudieran construir bibliotecas públicas inclusivas, es decir, espacios físicos para leer pero con un énfasis particular hacia lo digital. El proyecto se puede ver aquí:
http://www.acuedi.org/doc/11115/biblio-per-construyendo-bibliotecas-pblicas-locales.html 	En ese sentido, presentaron su propuesta a todas las municipalidades de Lima Metropolitana, logrando reunirse con diez de ellas pero sin concretar proyecto alguno, en gran medida porque las municipalidades decían no tener presupuesto para invertir en cultura. Pese a ello, la municipalidad de La Molina los consideró como un socio estratégico dentro de su Plan del Libro y la Lectura 2015-2021. Además, gracias a estas conversaciones pudieron desarrollar dos propuestas de rediseño de las bibliotecas municipales de San Miguel y La Victoria:
http://www.acuedi.org/doc/11192/proyecto-de-renovacin-de-una-biblioteca-municipal-en-la-victoria.html
http://acuedi.org/doc/11193/proyecto-para-renovar-la-biblioteca-de-san-miguel.html
	Gracias a esta labor desplegada en torno al desarrollo de bibliotecas públicas, fueron convocados por el entonces director de la Biblioteca Nacional del Perú, Alejandro Neyra, en el 2018 a una reunión para compartir ideas en torno al plan sobre bibliotecas públicas que ellos venían desarrollando.
	Actualmente, su biblioteca digital cuenta con más de 12,000 textos de acceso gratuito y vienen publicando digitalmente la Nueva Colección Documental de la Independencia del Perú, que es una reedición de la colección documental del sesquicentenario que terminaron de digitalizar en el 2017. Hasta el momento llevan 23 volúmenes publicados de acceso gratuito para difundir entre los peruanos la historia de nuestro proceso de independencia de cara al bicentenario. Es una publicación que realizan de manera conjunta con otras instituciones como la Fundación Bustamante de la Fuente, la Universidad de Ciencias Aplicadas y el Fondo Editorial del Congreso de la República. Además, hasta la fecha, su biblioteca digital ha recibido más de un millón de usuarios. De hecho, ya se encuentran desarrollando un nuevo software para su plataforma 2.0 que ya se puede visualizar desde su etapa de prueba (http://beta.acuedi.org/).

## Temática
La temática de sus archivos es amplia, estos se encuentran organizados en 28 categorías: Agrociencias, Antropología, Arqueología, Arte, Bibliotecología, Biología, Ciencias e Ingeniería, Ciencias Políticas, Comunicaciones, Derecho, Economía, Educación, Educación Física, Filosofía, Geografía, Historia, Ingeniería Electromecánica, Ingeniería Electrónica, Lingüística, Literatura, Medicina, Narrativa, Poesía, Psicología, Química, Sociología, Traducción, Zootecnia.